# 비단잉어
비단잉어(일본어: 錦鯉 니시키코이[*])는 관상용으로 개량된 잉어이다.

## 품종

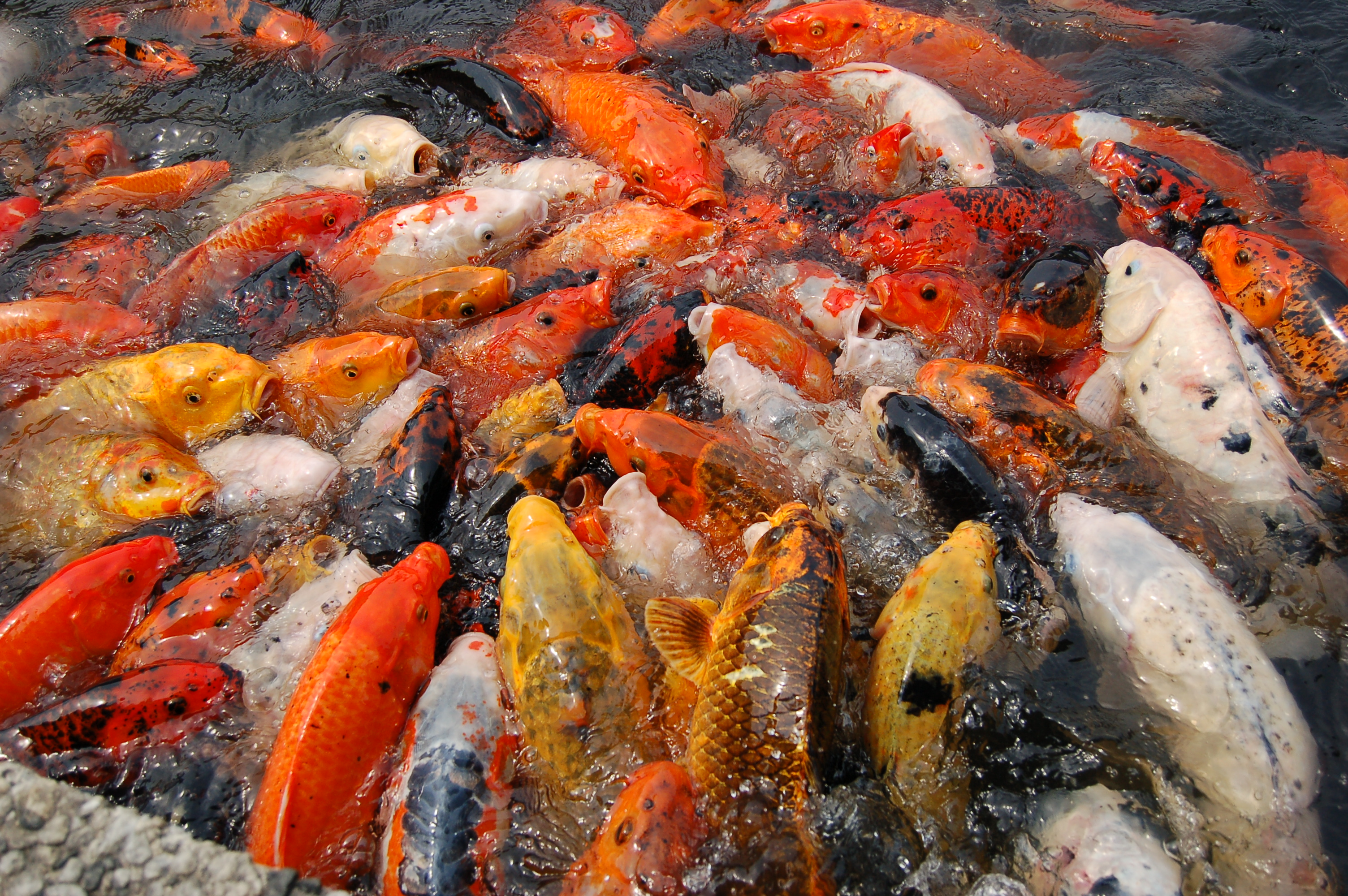

잉어 품종은 몸색깔, 무늬 및 비늘로 구별된다. 주요 몸색깔 중 일부는 흰색, 검은색, 빨간색, 노란색, 파란색 및 크림색이다.
영어로는 Koi라고 하고, 홍백,대정,소화,백사,적사,오색,공작,황금,백금,추취,천황,단정등이 있다.

## 같이 보기
- 일본의 문화
- 떡붕어싸만코